# Diagramme N2
Le Diagramme N² est un tableau listant les activités d'un process sur sa diagonale et les interfaces entre chaque phase sur les cellules restantes. Les cellules au-dessus de la diagonale identifient un flux "descendant" d'une activité vers une autre située plus bas sur la diagonale. Les cellules sous la diagonale représentent le flux inverse.

## Construction
Soit un Process P est décomposé en 6 activités : A1, A2, ..., A6. Après analyse de chaque activité, les interfaces Ii,j  (Ai → Aj) identifiées sont listées. Dans un cas pratique, Ii,j est remplacé par le nom du flux correspondant.
| A1  | 1→2 | 1→3 |     | 1→5 |     |
| 2→1 | A2  | 2→3 |     | 2→5 |     |
| 3→1 | 3→2 | A3  | 3→4 | 3→5 |     |
|     |     |     | A4  | 4→5 |     |
| 5→1 | 5→2 | 5→3 | 5→4 | A5  | 5→6 |
|     |     |     |     | 6→5 | A6  |

Sans un premier temps les activités A1, ..., A6 seront mises tant que possible dans l'ordre chronologique. Dans un deuxième temps, si des activités non chronologiques (c'est-à-dire non lié au temps) existent, elles peuvent être déplacées afin de créer des groupes d'interfaces (cf. Intérêt). Cette action est effectuée en minimisant le nombre de cellules vides proches de la diagonale.
Ensuite, selon les besoins, les interfaces pourront être typées, pondérées (temps, criticité de l'information, quantité de matière échangée, etc.).

## Intérêt
L’intérêt d'un diagramme N² est d'isoler des Phases remarquables d'un process complexe. On distingue : 
- Les activités isolées : Ce sont celles qui ont peu d'interfaces avec les autres.
- Les activités liées : Elles sont identifiées par un groupe d'interfaces avec peu de cellules libres. Dans notre exemple, les activités A1, A2 et A3 sont très fortement liées (elles ont toutes entre elles une interface)
- Les activités critiques : 
  - Les goulets d'étranglement : ce sont les activités ayant beaucoup d'interfaces verticalement. Elles ont besoin d'informations de plusieurs autres activités et sont très sensibles à d'éventuels retards ou problèmes de communication dans le process. Dans notre exemple A5 est un goulet d'étranglement.
  - Les activités cadre/maîtresses : ce sont des activités dont les résultats vont avoir une influence sur beaucoup d'autres activités. Le moindre souci sur ces activités et c'est tout le process qui est menacé.
  - Les activités hautement critiques : ce sont celles qui ont des Interfaces horizontalement ET verticalement.

Le diagramme permet aussi d'identifier la typologie du process :
- Process chronologique : la plupart des interfaces sont au-dessus de la diagonale
- Process contrôlé : la plupart des interfaces sont sous la diagonale
- Process séquentiel : Chaque Activité n'a qu'un dépendant (une seule Interface à droite de l'activité)
- Process rigide : Il contient beaucoup d'interfaces (trop ?) et ne peut fonctionner correctement que si les activités sont correctement définies et exécutées. La création d'une activité de management (hautement critique) est peut-être nécessaire si elle permet de limiter le nombre d'interfaces. C'est en général le rôle de l'ERP au niveau des flux d'information.

## Utilisation
Le diagramme N² est utilisé en Lean management pour aider à la restructuration d'un process :
- Les activités liées seront regroupées physiquement au même endroit,
- Les activités critiques seront analysées de manière prioritaire,
- Si la typologie du process ne correspond pas au process, il y a certaines interfaces qui doivent être éliminées ou créées afin d'optimiser les flux et l'efficacité globale du process (selon la rigidité du process).
- Un process rigide sera beaucoup plus complexe à faire évoluer car chaque activité modifiée demandera la modification de nombreuses interfaces.